# Zofia Piramowicz
Zofia Piramowicz, née le 13 septembre 1880 à Radom et morte le 16 février 1958 à Clichy en France, est une artiste peintre polonaise. Diplômée de l’Académie des Beaux-Arts de Varsovie, elle a aussi été boursière à l'Académie des Beaux-Arts de Paris.

## Biographie
Son père, Witold Piramowicz, était avocat et notaire : originaire de Radom, ses ancêtres étaient des immigrés venus d'Arménie. Sa mère Klementyna Malhomme avait des origines françaises.
Elle étudie la peinture dans l'atelier de Karol Tichy à l'École des Beaux-Arts de Varsovie et a également étudié avec Miłosz Kotarbiński. Après avoir rompu ses fiançailles avec Kazimierz Przerwa-Tetmajer, elle part étudier en 1910 à l'école des arts décoratifs de Dresde. En 1913, Zofia part pour Paris avec son amie Sarah Lipska pour s'y installer.
À Paris, elle est membre de la Société du Salon d'Automne, de la Société des artistes polonais et du Groupe parisien des graphistes polonais. En 1919, Ferdynand Ruszczyc demande à Zofia Piramowicz de diriger un atelier de lithographie à l'université de Vilnius. Elle collabore avec l'Atelier Artistique Polonais dirigé par Stefania Łazarska, qui ouvre des ateliers à Paris où les artistes conçoivent des objets d'art appliqué, principalement des poupées de chiffon inspirées de la littérature et du folklore polonais. Zofia s'est spécialisée dans les princesses.
Après la fin de la Première Guerre mondiale, elle effectue de nombreux voyages artistiques (dans le sud de la France, en Espagne, à Tunis, en Algérie, en Italie). Elle expose ses œuvres, entre autres à la galerie nationale d'art Zachęta, au Salon des Indépendants de Paris aux Tuileries, Salons d'automne. Ses œuvres sont également présentées en Belgique et aux Pays-Bas. Sa production artistique s'élève à environ 420 peintures, aquarelles et illustrations.
Elle décède à Clichy et est inhumée au cimetière du Père-Lachaise à Paris. Une tombe symbolique se trouve au cimetière de Powązki à Varsovie.